# Neololeba glabra
Neololeba glabra är en gräsart som beskrevs av Elizabeth A. Widjaja. Neololeba glabra ingår i släktet Neololeba och familjen gräs. Inga underarter finns listade i Catalogue of Life.